# ساوانا وینسنت
ساوانا وینسنت (به انگلیسی: Savannah Vinsant) ژیمناست زادهٔ ۲۵ ژوئن ۱۹۹۳ میلادی اهل کشور ایالات متحده آمریکا است.